# 稗苗良太
稗苗 良太（ひえなえ りょうた、1986年7月28日 - ）は、日本の篤農家。ひえばた園代表。富山県魚津市稗畠（ひえばた）にて夫婦で営農 。自然栽培による地域活性化と『わたはじめ-日本綿復活プロジェクト』で耕作放棄地再生と地方創生に尽力している。

## 人物
1986年7月28日、富山県魚津市稗畠の農家に生まれる。富山県立滑川高等学校を卒業。2011年、東京国際大学国際関係学部（ゼミで半年に1回ラオスを訪問）を卒業。研修後に就農。2015年6月7日、「田植え世界選手権」を主催  
。10月12日、「はさ掛けＷ杯」を主催。11月23日、第17回米・食味分析鑑定コンクール:国際大会都道府県代表お米選手権部門で金賞を受賞。12月3日、富山銀行ビジネスアワード頭取賞を受賞。2016年10月30日、わたはじめ-日本綿復活収穫祭を主催   。 2017年2月1日、わたはじめ-日本綿復活プロジェクトで東京ギフトショーに出展 。

## 受賞
- 2015年11月23日、第17回米・食味分析鑑定コンクール:国際大会で金賞を受賞[12] 。
- 2015年12月3日、富山銀行ビジネスアワード頭取賞を受賞[13]。

## 関連記事
- 富山県移住・定住促進サイト「くらしたい国、富山」[14]
- D&DEPARTMENT TOYAMA[15] [16]
- 北國新聞[17]
- 魚津三太郎塾[18]
- とやま～る[19]
- TOYAMA TABLE [20]
- 富山県指定・交流地域活性化センターNPO法人グリーンツーリズムとやま[21][22] [23]
- 朝日新聞[24]